# Aeropuerto de Kurgán
El Aeropuerto de Kurgán (del ruso: Аэропорт Курган) (IATA: KRO, ICAO: USUU) es un aeropuerto ubicado 6 km al noreste de Kurgán, capital del óblast de Kurgán, Rusia. 
Está operado por la empresa "Aeropuerto Kurgán" (del ruso: ОАО «Аэропорт Курган»).
El espacio aéreo está controlado desde el FIR de Kurgán (ICAO: USUU).

## Pista
Cuenta con una pista de asfalto en dirección 02/20, de 2.061 x 42 m (6.762 x 138 pies) y tiene un pavimento del tipo 56/F/D/U/T, lo que permite la operación de aeronaves con un peso máximo al despegue de 196 toneladas, así como todo tipo de helicópteros durante todo el año, dentro de los horarios establecidos.

## Aerolíneas y destinos
| Aerolíneas  | Destinos                               |
| ----------- | -------------------------------------- |
| Pegas Fly   | Moscú–Sheremetyevo                     |
| Pobeda      | Moscú–Vnukovo                          |
| S7 Airlines | Seasonal: Simferopol, Sochi            |
| Utair       | Khanty-Mansiysk, Moscú–Vnukovo, Surgut |